# Video call

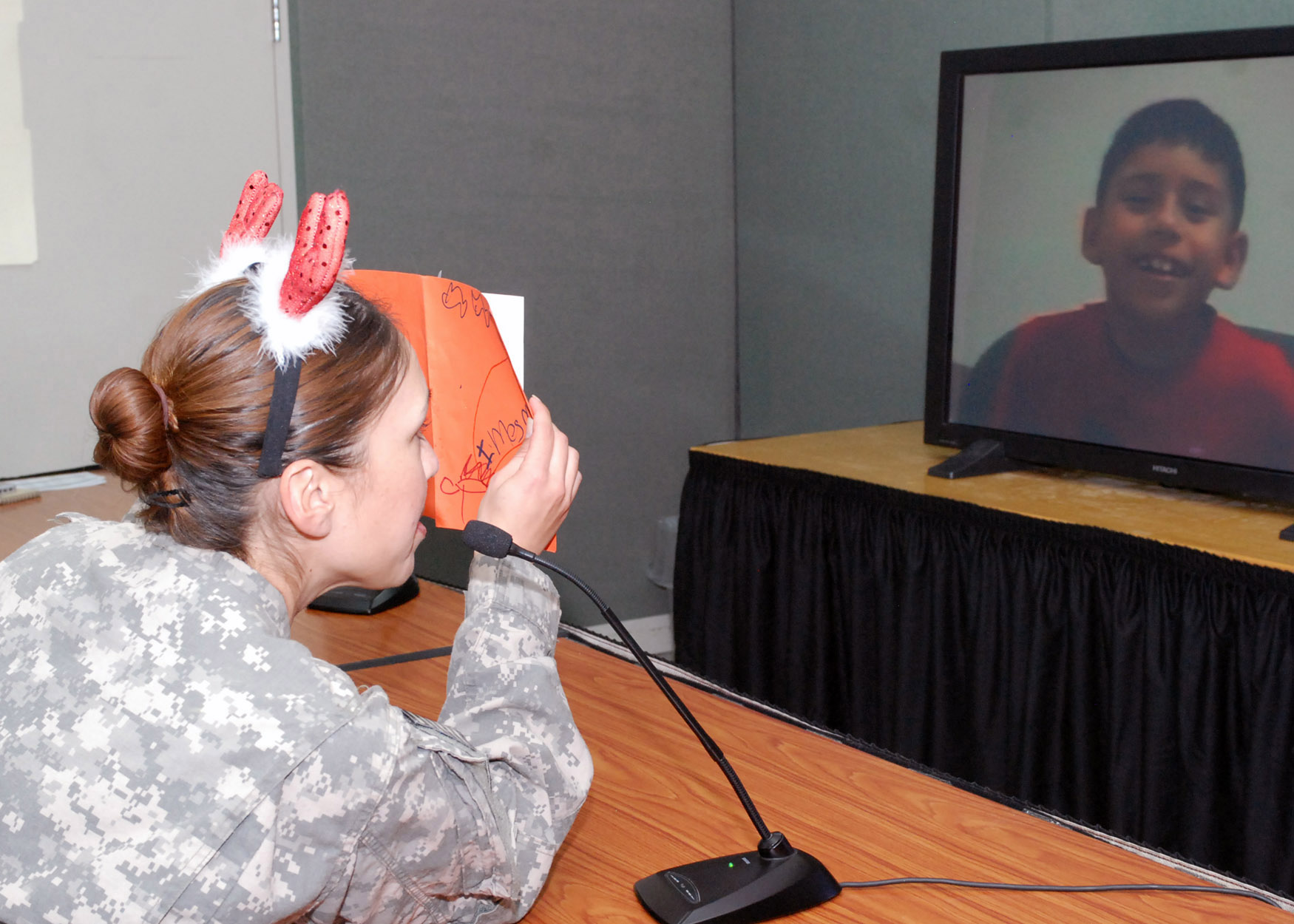
Video call

Video call là dịch vụ thoại có kèm hình ảnh, áp dụng cho các thiết bị đầu cuối có gắn camera và màn hình hiển thị, cho phép người sử dụng có thể nghe và thấy hình chuyển động gần như ngay tức thì của nhau.
Video call có thể được thực hiện qua đường truyền hữu tuyến hoặc vô tuyến.